# Trólebus de São Paulo

O Sistema Municipal de Trólebus de São Paulo é o mais antigo desta categoria de veículos no Brasil, tendo sido inaugurado em 1949. Atualmente é o maior em atividade no Brasil e em todo o Hemisfério Sul, operando atualmente com cerca de 200 veículos em 9 linhas (sendo duas temporariamente suspensas), todas elas operadas pela Ambiental Transportes Urbanos S. A. e gerenciadas pela São Paulo Transporte S.A..

## História

### Antecedentes
Em 1922, a cidade de São Paulo, na gestão de Firmiano Pinto, concedeu aos empresários Ascário Cerqueira e Edgard de Azavedo Soares uma concessão à título precário para a implantação de "bondes sem trilhos" do tipo "Electrobus", um ônibus elétrico movido à bateria. O "Electrobus" deveria ter três linhas ligando o Alto de Santana ao Juqueri (Franco da Rocha), Lapa até a Freguesia do Ó e Penha até Guarulhos. Por motivos ignorados, o projeto não saiu do papel. 
Em 1927, a Associação Comercial de São Paulo apresentou a proposta de implantação de linhas de trólebus nas rodovias paulistas. Porém, a ideia acabou abandonada.
O uso do trólebus em São Paulo foi aventado pela primeira vez em março de 1938 pelo prefeito Prestes Maia.  Em 4 de agosto de 1938, Charles Buergeois realizou uma apresentação dessa tecnologia aos membros do Instituto de Engenharia de São Paulo.  
No ano seguinte, a Comissão de Estudos de Transportes Coletivos de São Paulo, liderada pelo engenheiro Plínio Antonio Branco, aprovou um parecer sobre a implantação do trólebus na cidade.
O início da Segunda Guerra Mundial e o abandono da concessão de bondes pela Light atrasou a iniciativa, que ainda se encontrava em planejamento em 1941.  
A Light foi obrigada pelo governo brasileiro a manter o contrato de concessão até o final do conflito. Ao mesmo tempo, a Comissão de Estudos planejava a implantação do trólebus em São Paulo e de uma empresa de economia mista para administrar o sistema (a CMTC). Entre 1946 e 1947 a Comissão, liderada pelo engenheiro Mário Lopes Leão, entrou em grande polêmica com a Sociedade de Amigos da Cidade. A Sociedade era contrária a criação de uma empresa municipal de administração dos transportes.
A troca de gestores na prefeitura atrasou os planos de implantação do trólebus. Entre o início das obras em 1945 e a inauguração da primeira linha em 1949, seis prefeitos haviam sido nomeados pelo governador Ademar de Barros.

### Projeto e obras
Em 1945, a prefeitura contratou a Light para instalar a nova rede de trólebus na Aclimação e Higienópolis. Ainda naquele ano foram adquiridos cinco trólebus britânicos novos e vinte e dois trólebus americanos usados. 
O sistema elétrico da rede de trólebus acabou atrasado e foi encomendado junto a empresas estadunidenses em 1946.
Greves nas empresas fabricantes dos equipamentos atrasaram a entrega das encomendas. Os primeiros trólebus chegaram ao porto de Santos em maio de 1947, porém, acabaram danificados durante a viagem marítima e se encontravam com pontos de ferrugem e vidros quebrados.  
A primeira linha começou a ser implantada no bairro da Aclimação.
Duas outras linhas (Pacaembu e Higienópolis) começaram as obras em 1947, embora suas obras estivessem em ritmo lento. Segundo a CMTC, a inauguração da primeira linha era prevista para julho de 1947. No fim de junho a CMTC solicitou ao prefeito de São Paulo o reajuste das tarifas de ônibus e bondes.

### Operação

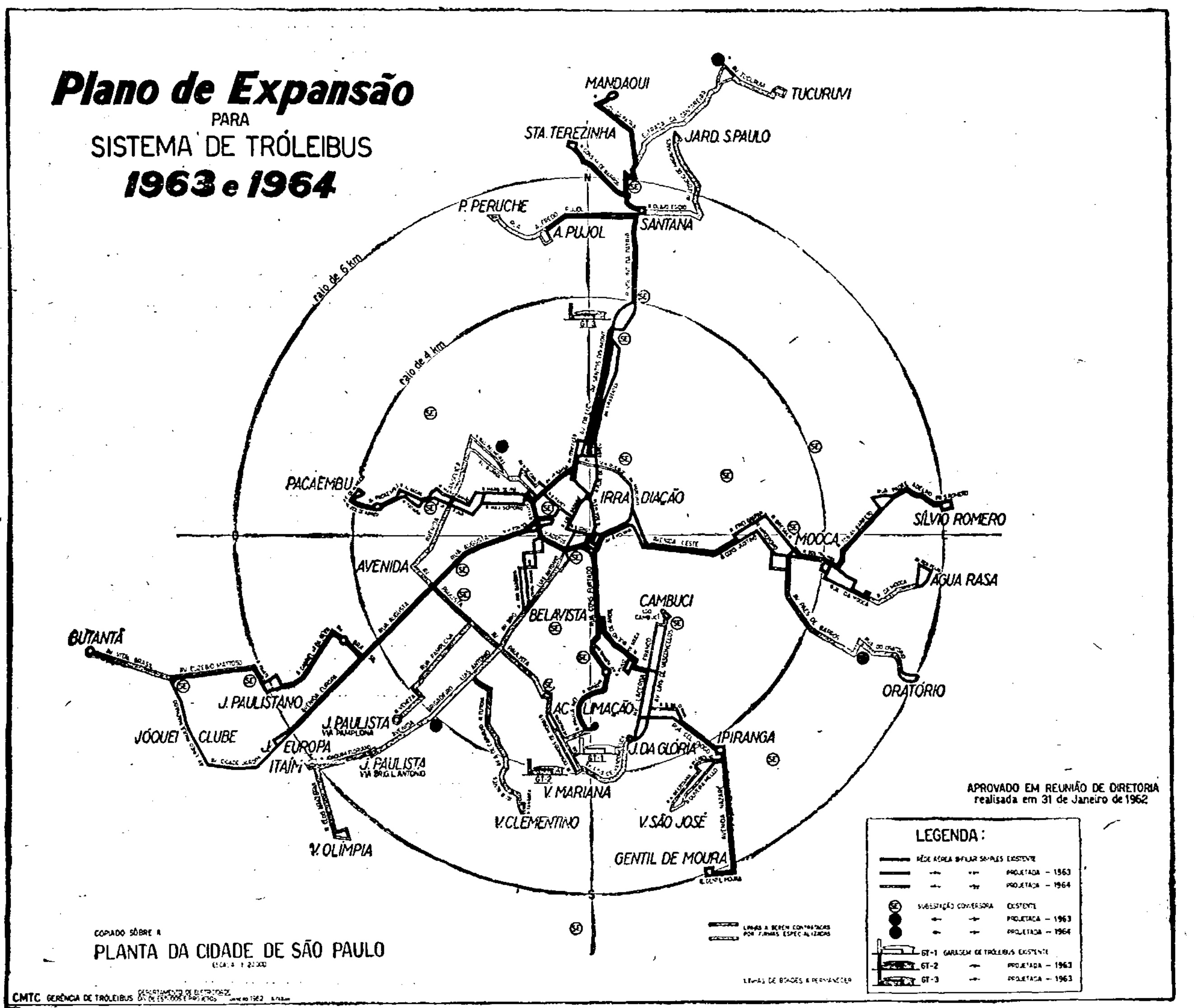
Mapa da rede de trólebus de São Paulo, 1962

O sistema de trólebus da cidade de São Paulo foi inaugurado no dia 22 de abril de 1949. Os primeiros veículos, importados dos EUA e Inglaterra foram entregues a partir de 1947. A primeira linha de ônibus elétrico da cidade realizava o trajeto entre a praça General Polidoro, no bairro da Aclimação, até a praça João Mendes, no centro. Anos mais tarde, a primeira linha de trólebus foi prolongada, partindo da rua Machado de Assis, também na Aclimação, até a rua Cardoso de Almeida, em Perdizes, atual linha 408A-10.
Nos anos 1950, o sistema de trólebus paulistano se consolida. É nesse período que são implantadas as linhas Santa Margarida Maria (atual 4112-10), Gentil de Moura (atual 4113-10), Santa Terezinha, Alfredo Pujol, Mooca e Mandaqui. São introduzidos 50 trólebus Uerdingen/Henschel/Siemens de fabricação alemã e outros 75 trólebus ACF Brill de fabricação estadunidense, adquiridos do antigo sistema da cidade de Denver, no Colorado. No final da década, a indústria brasileira produz seu primeiro trólebus: o Grassi-Villares. O primeiro trólebus nacional foi apresentado ao presidente Juscelino Kubitschek, passou por alguns municípios brasileiros e viajou pela Rodovia Presidente Dutra com um gerador acoplado. A expansão do sistema de trólebus da cidade de São Paulo e a implantação de novos sistemas em Belo Horizonte, Araraquara, Niterói, Campos e Salvador estimulou a implantação de uma indústria nacional de trólebus visando atender futuras aquisições.
Embora consolidado em São Paulo, a implantação e expansão de outros sistemas de trólebus pelas cidades brasileiras na década de 1960 não se efetiva, comprometendo sobremaneira as expectativas da indústria nacional. Na cidade de São Paulo o sistema continuou com seu plano de expansão. Novas linhas, a maioria radiais, são criadas trafegando em vias sem nenhum tratamento viário, em paralelo aos ônibus e ao trânsito de automóveis. As centenas de quilômetros de linhas de bondes da capital paulista são desativadas em preferência ao ônibus diesel e à frota de automóveis particulares que cada vez mais tomavam conta das ruas de São Paulo. Se iniciava aí políticas errôneas que colocavam em prejuízo a eficiência do transporte coletivo na cidade.
Novas linhas eram criadas e boa parte da frota de trólebus, composta por veículos estadunidenses, ingleses e alemães, apresentavam trincas e defeitos. A manutenção dos veículos importados era dificílima devido a dificuldade em importar peças de reposição. Os trólebus nacionais também eram muito caros, inviabilizando a aquisição em maior escala que pudesse atender a demanda do sistema paulistano. A solução encontrada pela CMTC foi montar sua própria frota de trólebus. Inicialmente a companhia realizou a retirada das carrocerias de alguns trólebus importados, utilizando carrocerias novas montadas em sua própria oficina-garagem localizada no bairro do Pari. A experiência foi bem-sucedida. Ao longo da década, a CMTC fabricou cerca de 144 trólebus, utilizando chassis reaproveitados de ônibus a diesel desativados, equipamentos elétricos usados ou inteiramente novos e carrocerias inteiramente produzidas em sua oficina. A produção "doméstica" de trólebus foi vista como uma salvação para o sistema municipal, que encontrou um forte obstáculo em relação a sua frota e a aquisição de veículos novos.
Em 1968, o bonde é definitivamente extinto na cidade de São Paulo, o trólebus parecia ser o próximo a sofrer um processo de extinção. A baixa no preço do petróleo deixou menos vantajosa a operação por trólebus, porém, a crise do petróleo na década de 1970 mostrou a necessidade de um sistema de transporte independente dos combustíveis fósseis. Além disso, os problemas ambientais entravam cada vez mais em pauta. Apesar da crise do petróleo, a década de 1970 representou uma estagnação para o sistema de trólebus. Pelas ruas, veículos fabricados entre os anos 40 e 60 e a indústria nacional de trólebus já não existia mais. A partir de 1976, a CMTC realizou estudos, por meio da Diretoria de Sistemas de Trólebus, a fim de mostrar a vocação definitiva para o sistema de trólebus na rede de transporte da cidade. Sua principal vantagem estaria na operação em corredores exclusivos, interligando diversas regiões da cidade e também a Região Metropolitana de São Paulo por meio de linhas troncais com terminais que integrassem aos outros modais, como o trem e o metrô, naquela época em fase de implementação. Nascia o Plano Sistran, responsável pela expansão e modernização dos trólebus de São Paulo.
O Plano Sistran foi desenvolvido pela Secretaria de Economia e Planejamento do Governo do Estado de São Paulo, através do Grupo Executivo da Grande São Paulo – GEGRAN, em convênio com a Prefeitura de São Paulo, através da Secretaria Municipal de Transporte (SMT). O trabalho foi contratado com o Consórcio Montreal-Sodotécnica. Além da constituição de uma nova rede de corredores de trólebus, o Sistran também desenvolveu uma nova tecnologia para os trólebus, denominados de veículos de 2° geração, em contraste com os trólebus de então. O novo trólebus pensado e projetado pelos engenheiros da CMTC possuía piso mais rebaixado, novo layout interno, três portas para embarques e desembarques, suspensão pneumática, direção hidráulica, comando de velocidade por recortadores (chopper). Um trólebus alemão Mercedes-Benz O-305, com características semelhantes às projetadas pela CMTC, chegou a ser importado e realizou testes pelas ruas de São Paulo, possibilitando aos técnicos avaliar de forma real o comportamento dinâmico dos futuros trólebus nacionais de 2° geração.
Com o Plano Sistran, se pensava em um amplo sistema de transporte que pudesse integrar toda a Região Metropolitana, formulando programas de desenvolvimento que abrangiam a área política, financeira, operacional, organizacional e institucional. Os trabalhos também contaram com o apoio do governo federal, por meio do Ministério dos Transportes, Departamento de Estradas e Rodagens, Rede Ferroviária Federal e Empresa Brasileira de Planejamento e Transportes.
Em 1979, com a formação do consórcio entre a Ciferal (carroceria), Scania (chassis), Bardela Borriello (motor elétrico) e Tectronic (sistema elétrico) visando a entrega de 1200 ônibus elétricos para a cidade de São Paulo, a indústria nacional de trólebus é reativada. Em 1980, é finalmente inciada a entrega dos 200 primeiros trólebus, posteriormente mais 90 trólebus são entregues. Nas primeiras fases do Plano Sistran, foi implantado o corredor exclusivo para trólebus entre a Vila Prudente e o Centro e as Penha-Centro, São Mateus-Centro, Vila Carrão-Centro, Pinheiros-Metrô Santa Cruz, Santo Amaro-Centro e Casa Verde-Centro. A partir de 1985, foram entregues 78 trólebus Mafersa-Villares e dois trólebus articulados, protótipos de uma série de centenas de exemplares que deveriam ser entregues juntamente com linhas e corredores exclusivos prometidos. 
Apesar da aquisição de novos veículos, a criação das garagens do Tatuapé e Santo Amaro e a criação de novas linhas no âmbito do Plano Sistran - que contou ainda com financiamento da Empresa Brasileira de Transportes Urbanos - tenha dado um novo fôlego ao sistema de trólebus de São Paulo, grande parte das linhas e dos corredores planejados não saíram do papel. Descontinuidades políticas e administrativas, alegação de falta de verbas e a perda de rigor prejudicaram o andamento do Sistran.

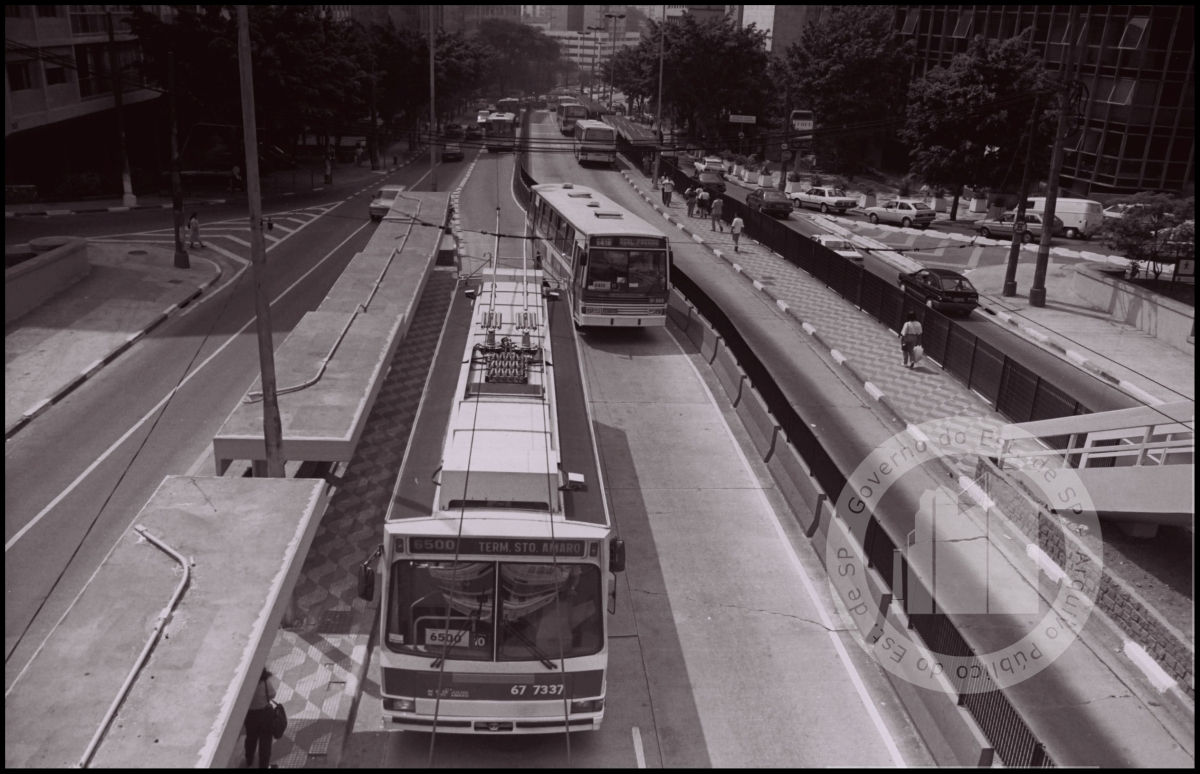
Trólebus Mafersa no Corredor Santo Amaro-Nove de Julho-Centro, 1994.

No início da década de 1990, os trólebus paulistanos encontrava-se em boa parte em estado precário. Em 1994, a Companhia Municipal de Transportes Coletivos é privatizada. Em seu lugar entra a São Paulo Transporte, que passa exclusivamente a gerenciar o sistema de transporte público da cidade, delegando às empresas privadas a operação e manutenção dos ônibus e das linhas. O sistema de trólebus de São Paulo ganhou fôlego entre 1994 e 1998, com uma reforma completa em veículos antigos (que incluiu a troca de carrocerias) e a compra de 111 novos carros com auxílio do BNDES pelas três empresas de ônibus que assumiram as garagens eletrificadas do município.
Durante a administração da prefeita Marta Suplicy, ocorreu uma nova licitação para os serviços de transporte coletivo na Capital. Várias linhas foram extintas em setembro de 2003 e foi removida a fiação aérea no Corredor Santo Amaro, nas avenidas Faria Lima e Lineu de Paula Machado, na rua Augusta e em toda Zona Norte, mantendo-se apenas 280 trólebus em atividade. Segundo a prefeitura, o custo da operação de cada trólebus por quilômetro rodado era de R$ 0,86 enquanto que o custo para operar ônibus híbridos era estimado em R$ 0,55. Ao longo de um ano a prefeitura de São Paulo estimava economizar R$ 8,9 milhões.
Centenas de veículos, a maioria em boas condições, foram sucateados. Em julho de 2006, 24 veículos foram arrematados em um leilão pela Metra, empresa operadora do Corredor Metropolitano São Mateus - Jabaquara, segundo a SPTrans os veículos eram irrecuperáveis. A partir de 2007, novos veículos de carroceria piso baixo total Busscar foram adquiridos. Somente a partir de 2011, há uma renovação efetiva da frota, substituindo os veículos mais antigos. Até o início de 2014, 100% da frota de trólebus da capital foi renovada. Atualmente, apenas 201 veículos operam na cidade pela Ambiental Transportes Urbanos S.A, que integra o grupo Ruas.
Os novos modelos têm piso baixo, corredores internos mais largos, nível de ruído extremamente baixo e uma série de benefícios a população que depende dos trólebus da cidade. Além de serem veículos mais confortáveis, se adequam aos padrões de acessibilidade. Outra novidade é o uso de sistemas de tração de corrente alternada, o que proporciona economia de energia e um desempenho superior aos veículos antigos.
Os novos trólebus contam também com um padrão visual de pintura novo, que permite um maior destaque ao veículo elétrico em relação à pintura anterior, que não realçava esta característica.
| Evolução do Trólebus de São Paulo (1949-2000)            | Evolução do Trólebus de São Paulo (1949-2000) | Evolução do Trólebus de São Paulo (1949-2000) | Evolução do Trólebus de São Paulo (1949-2000) | Evolução do Trólebus de São Paulo (1949-2000) | Evolução do Trólebus de São Paulo (1949-2000) | Evolução do Trólebus de São Paulo (1949-2000) |
| Ano                                                      | 1949                                          | 1958                                          | 1980                                          | 1984                                          | 1996                                          | 2000                                          |
| -------------------------------------------------------- | --------------------------------------------- | --------------------------------------------- | --------------------------------------------- | --------------------------------------------- | --------------------------------------------- | --------------------------------------------- |
| Extensão (km)                                            | 7,2                                           | 60,3                                          | 282                                           | 431                                           | 313                                           | 300                                           |
| Frota                                                    | 30                                            | 155                                           | 230                                           | 342                                           | 400                                           | 476                                           |
| Passageiros Transportados                                | 3 614 431                                     | 64 000 000                                    | 49 667 000                                    | 93 913 000                                    | 57 727 200                                    | 46 874 000                                    |
| Fontes: STIEL (1978), Geipot (1985 e 2001) MORAES (1994) |                                               |                                               |                                               |                                               |                                               |                                               |

## Modernização da Rede Elétrica
Em novembro de 2011, foi assinado contrato visando a reforma e manutenção da rede aérea. Os trabalhos englobarão:
- Troca da maior parte dos fios trolley
- Troca da suspensão rígida por outra flexível, o que proporciona maior velocidade operacional e menor risco de escape de alavancas
- Reforma das subestações de corrente contínua
- Repotencialização de alguns trechos

Uma curiosidade é que entre os trabalhos está contemplada a recuperação a linha da Casa Verde, desativada em 2004.

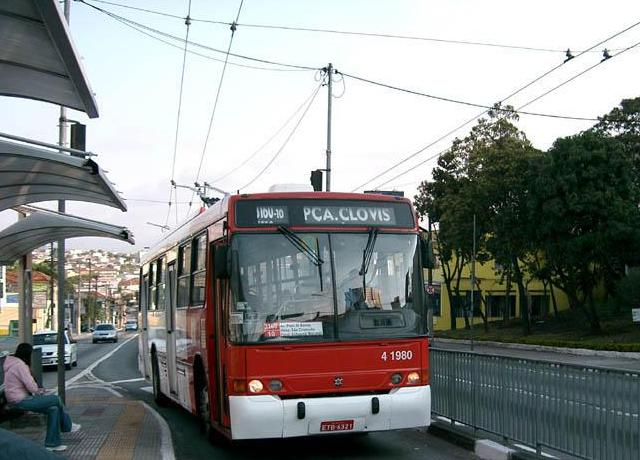
Trólebus do sistema municipal da Cidade de São Paulo na Avenida Paes de Barros, Mooca (veículo desativado).

## Frota Operacional de Trólebus Em São Paulo
| Prefixos                                          | Carroceria/Modelo                | Chassi               | Motor/Tração | Potência | Ano       | Quantidade |
| ------------------------------------------------- | -------------------------------- | -------------------- | ------------ | -------- | --------- | ---------- |
| 4 1501 a 4 1600                                   | CAIO Millennium BRT (três eixos) | Scania K270          | WEG / Eletra | 210 kW   | 2012-2013 | 100        |
| 4 1601 a 4 1610                                   | CAIO Millennium BRT              | MAN-Volkswagen       | WEG / Eletra | 165 kW   | 2013-2014 | 10         |
| 4 1500, 4 1764 a 4 1773                           | Busscar Urbanuss Pluss           | Busscar (monobloco)  | WEG          | 165 kW   | 2007-2009 | 11         |
| 4 1774                                            | CAIO Millennium II               | Mercedes-Benz O-500U | WEG / Eletra | 165 kW   | 2011-2012 | 1          |
| 4 1775                                            | CAIO Millennium II (três eixos)  | Scania K270          | WEG / Eletra | 210 kW   | 2011-2012 | 1          |
| 4 1776 a 4 1799, 4 1801 a 4 1837, 4 1902 a 4 1917 | CAIO Millennium III              | Mercedes-Benz O-500U | WEG / Eletra | 165 kW   | 2011-2012 | 77         |
| 4 1901                                            | IBRAVA Trólebus                  | Tutto                | WEG          | 165 kW   | 2009-2010 | 1          |
| TOTAL                                             |                                  |                      |              |          |           | 201        |

## Frota

### 1ª Geração (1947-1971)

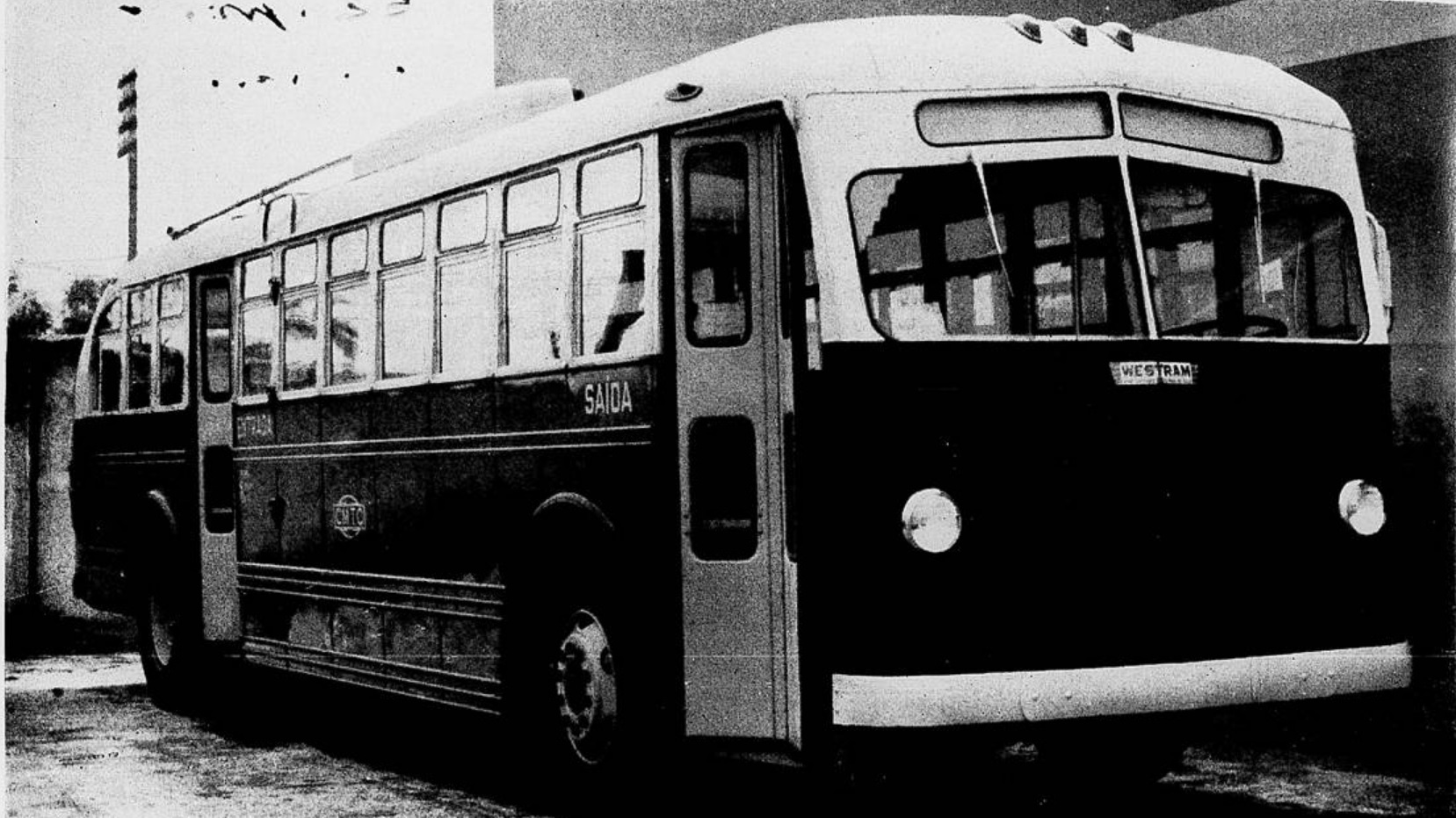
Trólebus Westram. Adquiridos em 1949, foram reconstruídos nas oficinas da CMTC em 1968 e foram utilizados até 1997.

A primeira geração da frota de trólebus paulistana ficou caracterizada por incorporar equipamentos importados e de variados fornecedores. Isso causou problemas de manutenção da frota, agravados por restrições financeiras e políticas para a aquisição de pelas e sobressalentes. Em 1954, a CMTC adquiriu cinquenta trólebus alemães. Um ano depois a maioria se encontrava parada por falta de peças  enquanto acusações de corrupção pairavam sobre a CMTC.  
Menos de seis anos depois, apenas oito se encontravam em condições de funcionamento.
A falta de peças foi parcialmente contornada através da nacionalização da produção de trólebus na metade dos anos 1950.   O alto custo do trólebus nacional forçou a CMTC a adquirir veículos usados e fabricar peças sobressalentes.  Mais tarde, a empresa pública acabou construindo 144 trólebus (empregando peças de unidades avariadas) entre 1963 e 1969.
Os últimos trólebus da primeira geração foram aposentados no final dos anos 1990, tendo operado entre 35 a 40 anos.
| Modelo  | Imagem | Frota | Origem      | Carroceria                     | Chassi e Componentes Mecânicos | Equipamento Elétrico    | Tempo de operação |
| ------- | ------ | ----- | ----------- | ------------------------------ | ------------------------------ | ----------------------- | ----------------- |
| BUT     |        | 4     | Reino Unido | English Electric               | English Electric               | British United Traction | 1949-1967         |
| Pullman |        | 6     | EUA         | Pullman Standard               | Pullman Standard               | Westinghouse            | 1949-1967         |
| Westram |        | 20    | EUA         | Wayne                          | Ward LaFrance                  | Westinghouse            | 1949-1968         |
| Siemens |        | 50    | Alemanha    | Henschel                       | Uerdingen                      | Siemens-Schuckert       | 1954-1968         |
| ACF     |        | 75    | EUA         | American Car and Foundry Brill | American Car and Foundry Brill | General Electric        | 1954-1994         |
| Grassi  |        | 10    | Brasil      | Grassi                         | Villares                       | Villares                | 1958-1994         |
| Massari |        | 10    | Brasil      | Massari                        | Villares                       | Villares                | 1971-1994         |

#### Frota CMTC

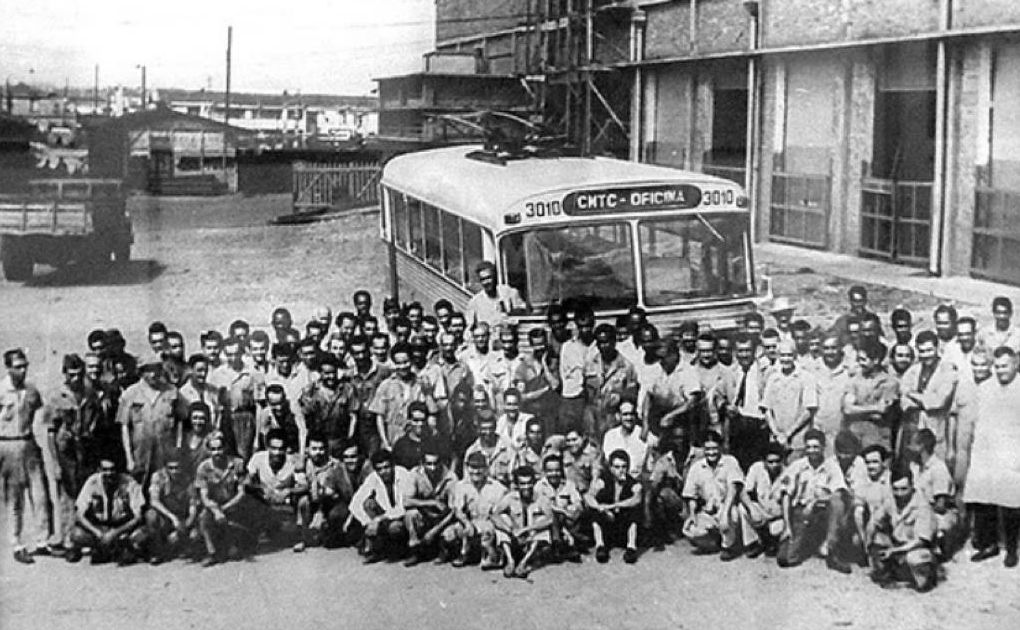
Primeiro trólebus construído nas oficinas da CMTC no bairro do Pari, 1964.

Com a estatização dos bondes da Light, a CMTC acabou incorporando a frota e as oficinas de manutenção dos veículos no Pari. Por desinteresse na aquisição de novos veículos, a Light havia aparelhado suas oficinas para a fabricação de peças para bondes. A CMTC manteve essas oficinas e as ampliou nos anos 1950. Como a maior parte da frota de trólebus era importada, a CMTC necessitva de autorização da Comissão Federal de Abastecimento e Preços (Cofap) para adquirir peças no exterior. A Cofap restringiu a importação de peças para favorecer a indústria nacional, que lançou o trólebus brasileiro em 1958.
Dessa forma, a CMTC decidiu adquirir apenas uma frota simbólica de quinze trólebus nacionais enquanto requereu licença para adquirir 220 trólebus fabricados na Iugoslávia. A Cofap negou a autorização para a aquisição. Com isso, a CMTC adquiriu licenças de projetos da Fábrica Metropolitana de Carrocerias para construir seus próprios veículos.
| Modelo        | Imagem | Origem | Frota | Carroceria         | Chassi e Componentes Mecânicos | Equipamento Elétrico | Tempo de operação |
| ------------- | ------ | ------ | ----- | ------------------ | ------------------------------ | -------------------- | ----------------- |
| CMTC/Westram  |        | Brasil | 20    | CMTC/Metropolitana | Ward LaFrance                  | Westinghouse         | 1964/1968-1994    |
| CMTC/Siemens  |        | Brasil | 42    | CMTC/Metropolitana | GMC/Uerdingen                  | Siemens/Villares     | 1964/1968-1994    |
| CMTC/FNM      |        | Brasil | 20    | CMTC/Metropolitana | Fábrica Nacional de Motores    | Villares             | 1964/1968-1994    |
| CMTC/GMC      |        | Brasil | 61    | CMTC/Metropolitana | GMC                            | Villares             | 1964/1968-1994    |
| CMTC/Scania   |        | Brasil | 1     | CMTC/Metropolitana | Scania                         | Villares             | 1964/1968-1994    |
| CMTC/Striulli |        | Brasil | 1     | Striulli           | Magirus                        | Villares             | 1971-??           |

### 2ª Geração (1977-1985)

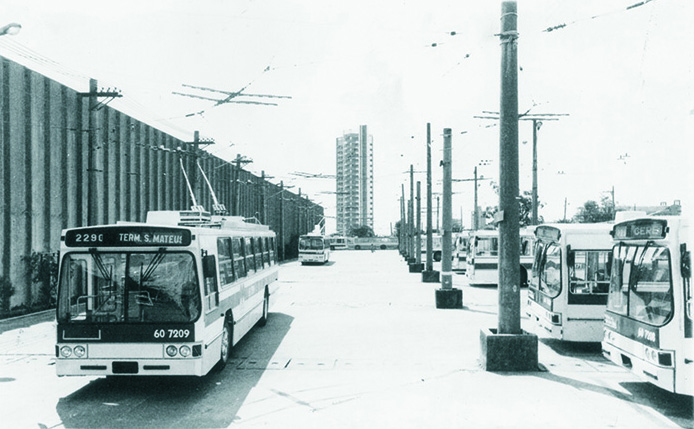
Trólebus Ciferal Alvorada na garagem Tatuapé, 1989.

Entre 1975 e 1976, a CMTC elaborou um grande plano de modernização e ampliação da rede de transporte público da cidade de São Paulo, incluindo os trólebus. Batizado de Sistran, o plano previa a ampliação da rede de 115 quilômetros para 395 quilômetros, com a implantação de novos 280 quilômetros de linhas. A frota de veículos, que contava com 244 trólebus seria acrescida por mais 1296. Com isso, São Paulo poderia obter uma das maiores redes de trólebus do mundo. A principal característica tecnológica era a adoção do controle de tração por contatores eletrônicos. Por falta de recursos foram adquiridos apenas 292 novos trólebus, incluindo dois protótipos articulados.
| Modelo             | Imagem | Frota | Origem | Carroceria | Chassi e Componentes Mecânicos | Equipamento Elétrico                | Tempo de operação |
| ------------------ | ------ | ----- | ------ | ---------- | ------------------------------ | ----------------------------------- | ----------------- |
| Amazonas/ Alvorada |        | 200   | Brasil | Ciferal    | Scania                         | Tectronic Bardella Borriello Engesa | 1978-1998         |
| San Remo           |        | 90    | Brasil | Marcopolo  | Scania                         | Tectronic Bardella Borriello Engesa | 1978-1998         |
| Torino articulado  |        | 1     | Brasil | Marcopolo  | Scania                         | Vilares                             | 1985-1994         |
| Amélia articulado  |        | 1     | Brasil | CAIO       | Volvo                          | Vilares                             | 1985-1994         |

### 3ª Geração (1986-1988)
Em novembro de 1985, a CMTC adquiriu mais setenta e oito trólebus da Mafersa. Equipados com o sistema eletrônico "chopper", custaram 93 bilhões de cruzeiros, 80% financiados pelo Finame e os demais 20% pela prefeitura de São Paulo.
| Modelo  | Imagem | Frota | Origem | Carroceria | Chassi e Componentes Mecânicos | Equipamento Elétrico | Tempo de operação |
| ------- | ------ | ----- | ------ | ---------- | ------------------------------ | -------------------- | ----------------- |
| Mafersa |        | 78    | Brasil | Mafersa    | Mafersa                        | Villares             | 1986-2003         |

### 4ª Geração (1995-1998)
Em 1997, a SPTrans, sucessora da CMTC, optou pela reforma dos trólebus de 2ª Geração. Na reforma, o sistema de controle de contatores foi substituído pelo IGBT.
| Modelo | Imagem | Frota | Origem | Carroceria | Chassi e Componentes Mecânicos | Equipamento Elétrico | Tempo de operação |
| ------ | ------ | ----- | ------ | ---------- | ------------------------------ | -------------------- | ----------------- |
| Torino |        |       | Brasil | Marcopolo  | Volvo                          | Gevisa Powertronics  | 1997-2011         |
| Torino |        |       | Brasil | Marcopolo  | Tuttotransporti                | Gevisa Powertronics  | 1997-2011         |